# Marie Stein
Marie Stein, geborene Marie Buttenhoff (vor 1846 in St. Petersburg, Russisches Kaiserreich – 27. August 1866) war eine russisch-deutsche Theaterschauspielerin.

## Leben
Bis zum Alter von 6 sprach sie nur Russisch und Französisch, und erst mit 15 beherrschte sie vollkommen die deutsche Sprache. Der in Petersburg engagierte Baritonist Adolf Stein unterrichtete sie in der deutschen Sprache sowohl wie im Gesang, später heiratete er sie und verschaffte ihr ein Engagement am kaiserlichen Hoftheater. Dort spielte sie wohl nur kleinere Rollen, aber in ihrem nächsten Wirkungskreis in Breslau, wo sie in der Titelrolle des Lustspiels Die eifersüchtige Frau debütierte, spielte sie erste Liebhaberinnen. Von hier aus wurde sie nach Bamberg gerufen und von dort nach Breslau, wo sie Salondamen und Heldinnen mit großem Beifall spielte, und dann nach Hannover. Hier wirkte sie durch 20 Jahre als eine der geehrtesten Künstlerinnen im Fach der älteren Anstandsdamen und tragischen Mütter. Durch eine unheilbare Krankheit gezwungen, der Kunst zu entsagen, zog sie sich aus der Öffentlichkeit zurück und starb am 27. September 1866 an einem Gehirnschlag.